# 대구 아동 황산테러 사건
대구 아동 황산테러 사건(大邱 兒童 黃酸- 事件)은 1999년 5월 20일 오전11시경 대한민국 대구광역시 동구 효목동에서 학원에 가던 어린이 김태완(당시 6세)이 정체불명의 남성에게 황산테러를 당해서 화학화상을 입은 사건이다. 이 사건으로 김태완은 실명되었을 뿐 아니라 전신의 약 40%가 3도 화상을 입어 병원에서 치료를 받다가 49일 만인 7월 8일 오전 8시 15분경 경북대병원에서 패혈증으로 사망하였다.
김태완 군의 청각장애가 있는 친구인 이모 군은 당시 사건을 목격했다고 진술했으며 김태완 군의 부모님과 안면이 있던 이웃 아저씨 A를 용의자로 지목했지만 경찰은 객관적 증거가 부족하다 판단하였다. 김태완 군도 친구와 똑같은 주장을 했으나 사고 후유증으로 인해 기억이 온전치 않을 것이라는 점과 어린이라는 이유로 증언이 채택되지 못하였다.
당시 범인은 황산을 멀리서 뿌린 것이 아니라 김태완군의 진술에 따라 검은 비닐 봉지에 황산을 넣고 바로 뒤에서 머리카락을 잡아당겨 입을 벌리게 한 뒤 얼굴에 황산을 쏟아 부은 것으로 알려져 충격을 안겨줬다.
경찰도 결국 범인을 찾지 못하고 2005년 전담반을 해체하고 이후 사실상 수사를 포기했다. 2013년도 말 유족과 시민단체의 청원으로 재수사에 착수했지만 용의자를 찾아내지 못했다.
2014년 7월 4일 피해자 태완의 아버지가 치킨집 아저씨가 유력한 용의자로 판단된다는 이유로 A를 고소한 후 대구지검이 증거불충분을 이유로 바로 불기소처분을 하자 곧바로 대구고등법원에 재정신청을 하였다. 재정신청이 받아들여질 경우 A 씨에 대해서는 공소시효가 정지되고 김 군과 친구인 이 모군 인근 목격자와 용의자로 판단되는 A의 당시 진술들이 서로 엇갈린 것으로 판단되어 언론의 주목을 받았다.
태완군의 증언으로는 "큰 전봇대와 작은 전봇대를 지나고 있었는데 어떤 사람이 와서 검은색 봉지안에든 이상한 물체를 뿌리고 갔다"라고 말하고 어머니가 "누군지 알아봤니?" 태완군은 "치킨집 아저씨"라고 말하고 사망했다. 태완군이 말한 치킨집 아저씨와 어떻게 된 것인지 아직 불문이다.
그러나 2015년 7월 10일 대법원 2부 김창석 대법관은 김태완 군의 부모가 용의자로 지목한 이웃주민 A씨에 대한 검찰의 불기소 처분이 부당하다며 제기한 재정신청에 대한 재항고를 기각하였으며 이 사건은 결국 영구 미해결 사건으로 남고 말았다.

## 영향
이 사건의 공소시효 만료가 임박한 것을 계기로 15년인 살인죄 공소시효를 폐지하기 위한 형사소송법 개정안인 이른바  '태완이법'이 발의되어 2015년 7월 24일 통과되고, 2015년 7월 31일에 공포·시행되었다. 그러나 안타깝게도 법안 처리가 늦어져 정작 대구아동황산테러사건 공소시효가 만료된 후에 법안이 시행되어서 2000년 8월 1일 이전 공소시효가 만료된 사건은 적용하지 못했다.